# توثيق هير

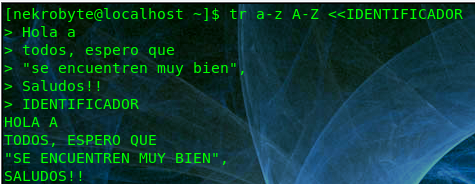

توثيق هير أو  توثيق هنا؛ (بالإنجليزية: Here document)‏ (وثيقة هير، نص هير، (بالإنجليزية: heredoc ،hereis)‏، سلسلة هير النصية أو هير النصي) في الحوسبة، هو ملف حرفي أو تيار مدخلات حرفي والذي هو مقطع من ملف كود مصدري يعامل كما لو كان ملف منفصل. يستخدم المصطلح أيضًا لشكل من أشكال حرفيات السلسلة النصية متعددة الأسطر التي تستخدم بناء نحوي مماثل، وذلك بالحفاظ على فواصل الأسطر والمسافات البيضاء الأخرى (بما في ذلك المسافة البادئة) في النص.
توثيقات هير أصلها من شل يونكس،  وتوجد في sh ، csh ،  tcsh ،  ksh ، باش، وزي شل، وغيرها. توجد وثيقة هير بحرفيات سلسلة نصية في مختلف اللغات البرمجية عالية المستوى، لا سيما لغة برمجة بيرل (بناء نحوي مستوحى من يونكس شل) واللغات المتأثرة بـبيرل، مثل بي إتش بي وروبي. تحتوي اللغات الأخرى عالية المستوى مثل بايثون وجافا سكربت وتي سي إل على مرافق أخرى للسلاسل النصية متعددة الخطوط.
يمكن التعامل مع توثيقات هير كملفات أو سلاسل نصية. تعاملها بعض أدوات شيل (shells) على أنها سلسلة تنسيق حرفية، مما يسمح باستبدال متغير واستبدال الأوامر داخل الحرف.
أكثر بناء نحوي مشترك لتوثيق هير، والذي ينشأ في يونكس شيل، هو >> تليها تعيين معرف التحديد (غالبا EOF أو END )، تبدأ من بداية السطر الجديد من خلال اقتباس النص ب " ", وثم يغلق بنفس معرفات التحديد بنفس السطر. البناء النحوي هذا سببه أن توثيق هير يتم تدفقه بشكل حرفي مقيّد، يتم إعادة توجيه محتوى المستند إلى stdin (الإدخال القياسي) للأمر السابق؛ البناء النحوي لتوثيق هير مماثل للبناء النحوي لإعادة توجيه الإدخال، وهو > «يتم أخذ الإدخال من الملف التالي».
غالبًا ما تستخدم اللغات الأخرى بناء نحوي متشابه إلى حد كبير، ولكن يمكن أن تختلف تفاصيل البنيوية والوظائف الفعلية بشكل كبير. عندما تستخدم سلسلة حرفية بسيطة، و >> لا تشير إلى انحراف حاسوبي (بالإنجليزية: indirection)‏، ولكن هو مجرد اصطلاح لمحدد البداية. في بعض اللغات، مثل روبي، >> يستخدم أيضا لإعادة توجيه المدخلات، مما يؤدي إلى أن تستخدم مرتين إذا كان أحد الرغبات هو لإعادة توجيه من توثيق هير الحرفي للسلسلة النصية المطلوبة.

## روابط خارجية
- هنا الوثيقة . رابط إلى مهمة Rosetta Code بأمثلة من المستندات هنا بأكثر من 15 لغة.